# Ричфилд-тауэр

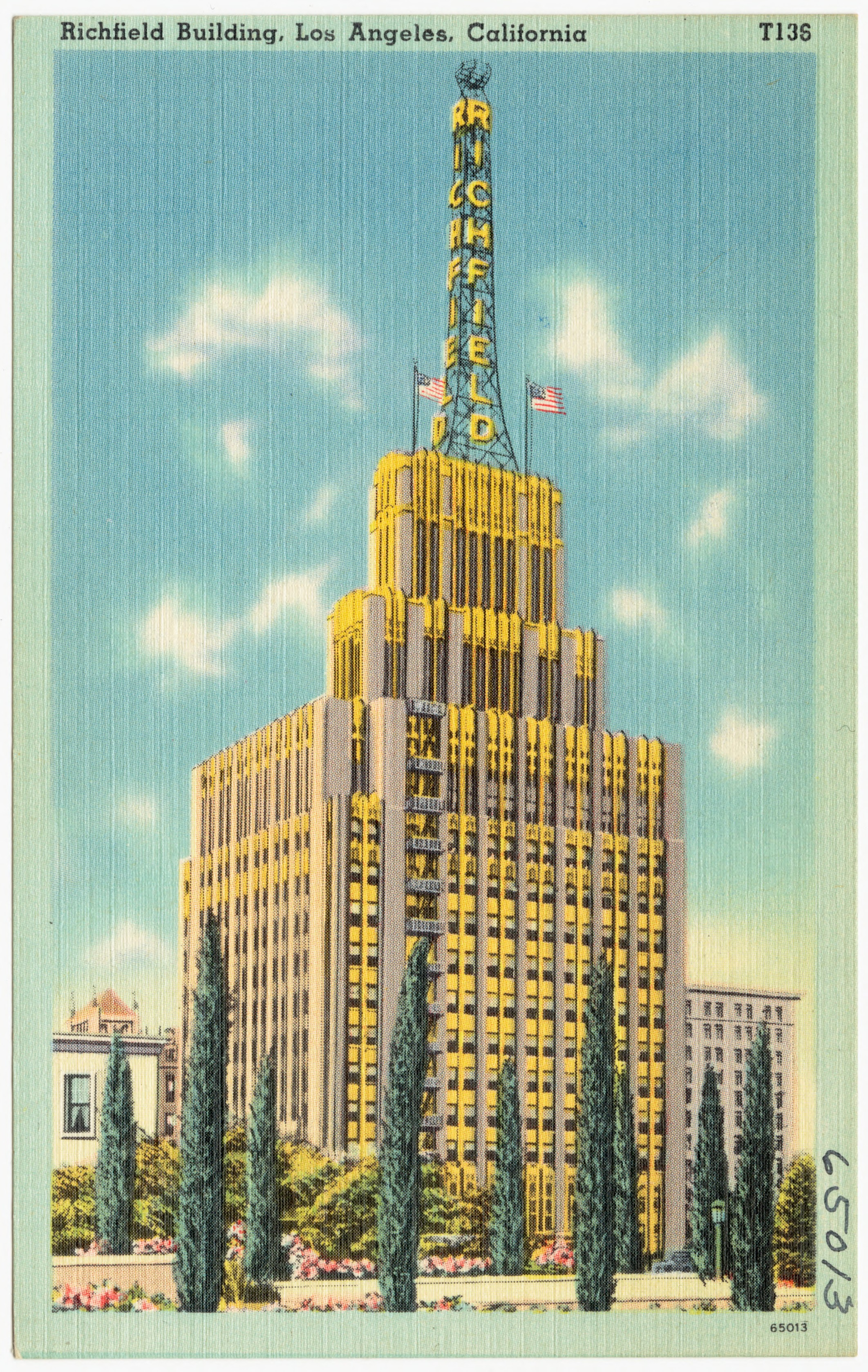
Ричфилд-тауэр на цветной открытке, до 1945 года

Ричфилд-тауэр (Башня Ричфилд, англ. Richfield Tower), также известная как Ричфилд-компани-билдинг (Richfield Oil Company Building) — 12-этажное здание в Лос-Анджелесе (штат Калифорния, США), построенное в 1928—1929 годах для штаб-квартиры нефтяной компании Richfield Oil по проекту архитектора Стайлза О. Клеменца и снесённое в 1969 году.
Башню высотой 372 фута (113 м), включая шпиль высотой 130 футов (40 м), украшал черно-золотой фасад в стиле ар-деко: необычное сочетание цветов символизировало нефть — «черное золото», добычей которой занималась компания. По вертикали была размещена надпись Richfield. Здание было украшено скульптурами работы Хейга Патигяна и покрыто архитектурной терракотой, изготовленной фирмой Gladding McBean, что было характерно для многих сооружений той эпохи на Западном побережье США (необычна была отделка всех четырех сторон здания). Освещение башни было сделано так, чтобы напоминать по форме нефтяную скважину — этот мотив был также использован на логотипе автозаправочных станциях компании.
Со временем размеры здания перестали устраивать компанию, и оно было снесено в 1969 году, к большому разочарованию жителей Лос-Анджелеса и защитников архитектурных памятников. Ныне на его месте находится комплекс небоскрёбов ARCO Plaza. Чёрно-золотые двери входной группы лифта сохранились и в настоящее время установлены в вестибюле City National Tower, нового здания Atlantic Richfield Company.
Фронтонные скульптуры, символизирующие мореплавание, авиацию, почтовую службу и промышленность, находившиеся над главным входом, благодаря историку архитектуры, профессору Дэвид Гебхарду были пожертвованы компанией ARCO Музею искусства и дизайна Калифорнийского университета в Санта-Барбаре. Гебхард также опубликовал иллюстрированную книгу о здании (The Richfield Building 1928—1968. Atlantic Richfield Co., Santa Barbara, 1970). После более чем десятилетнего хранения на университетском складе в 1982 году три фигуры были установлены возле Студенческого медицинского центра университета (34 ° 24'56.47 "N 119 ° 51'08.39" W). Четвертая скульптура не была собрана и остаётся на хранении.
Ричфилд-тауэр была ярко продемонстрирована в нескольких сценах фильма Микеланджело Антониони «Забриски-пойнт» (1970), снятых незадолго до её сноса.

## Галерея

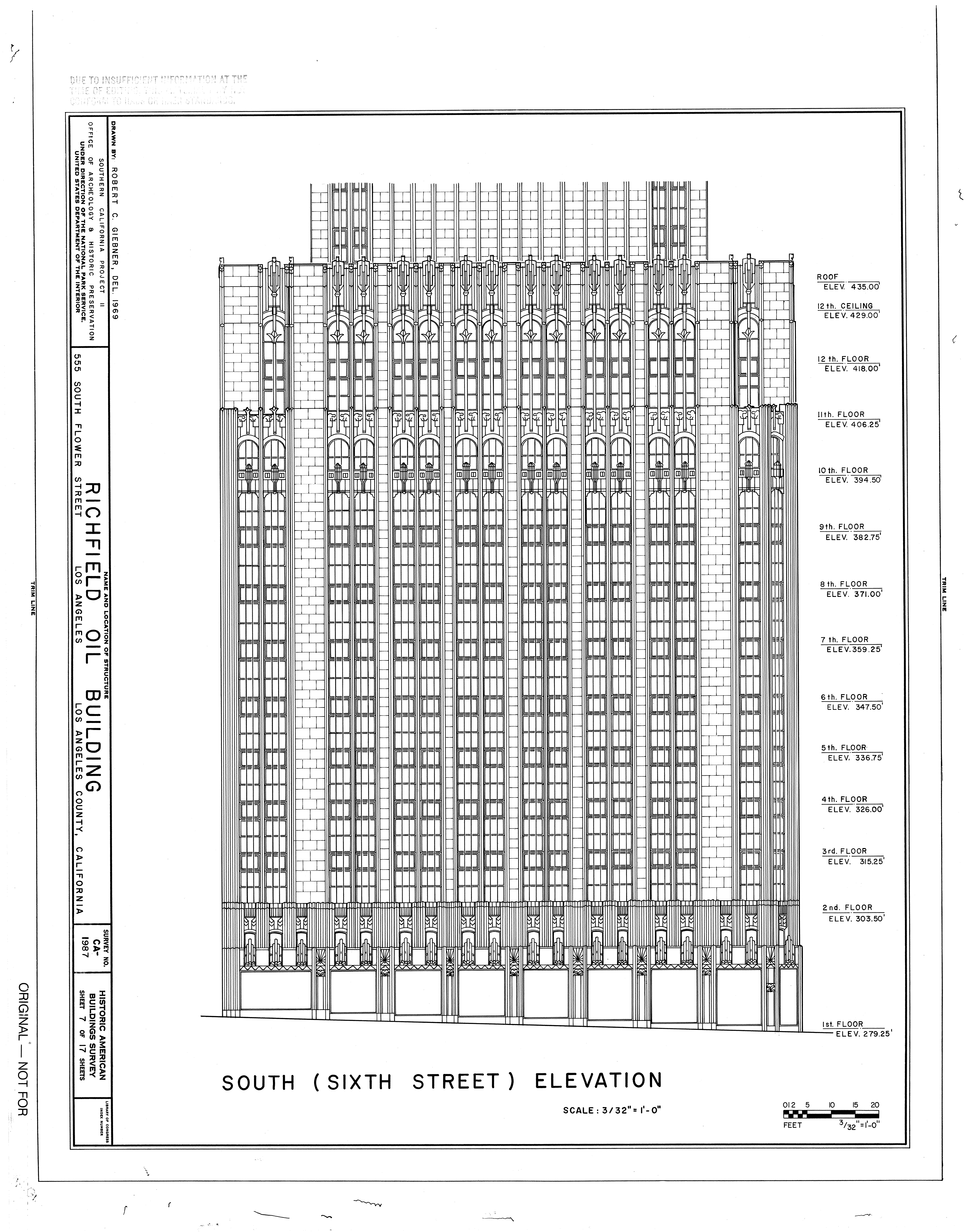
План здания
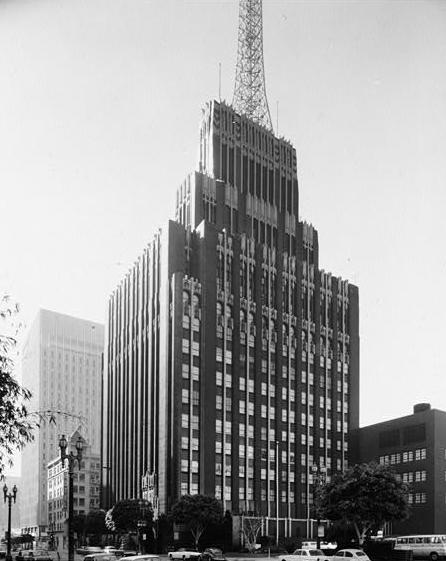
Северная и восточная стороны здания, 1968
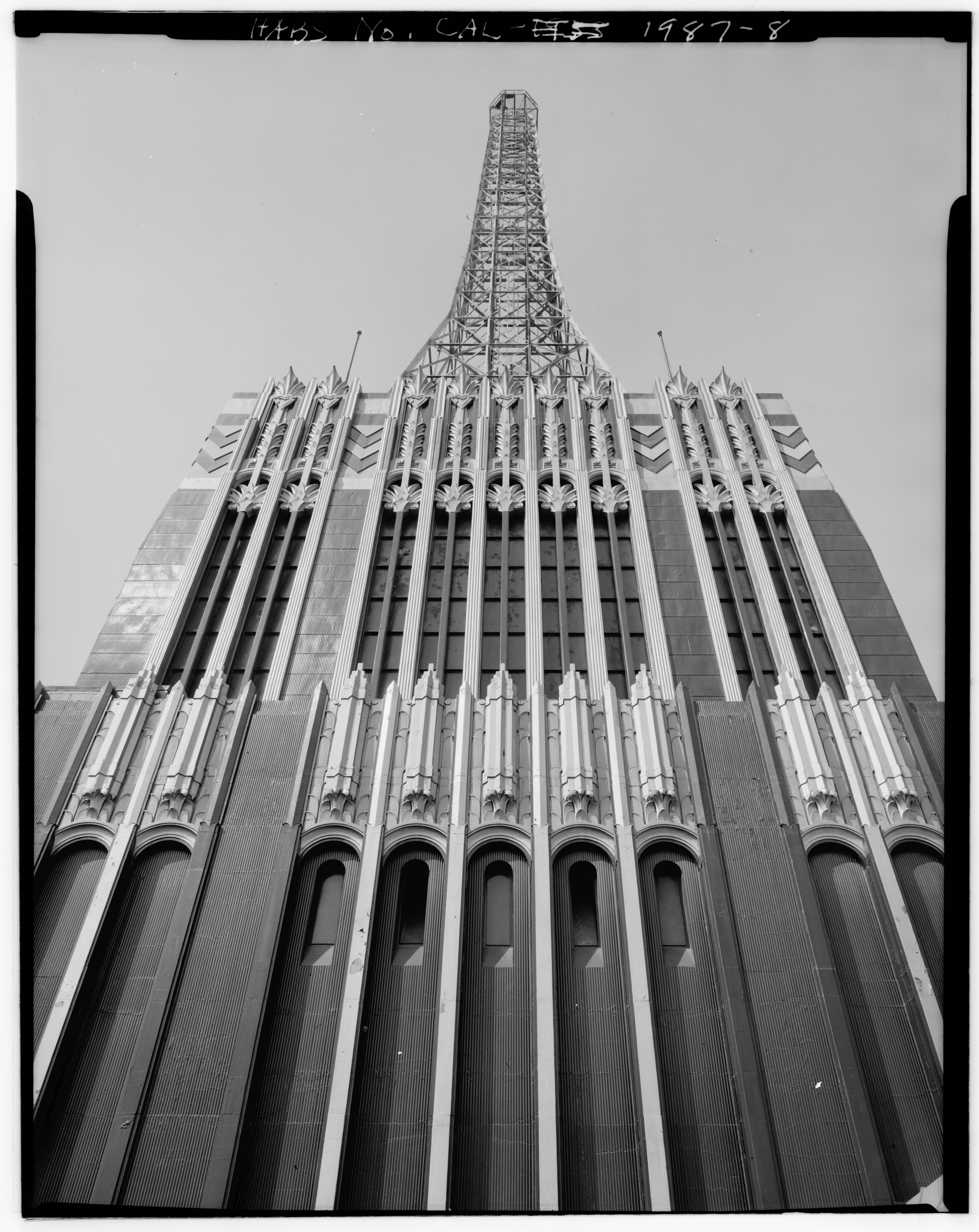
Деталь фронтона
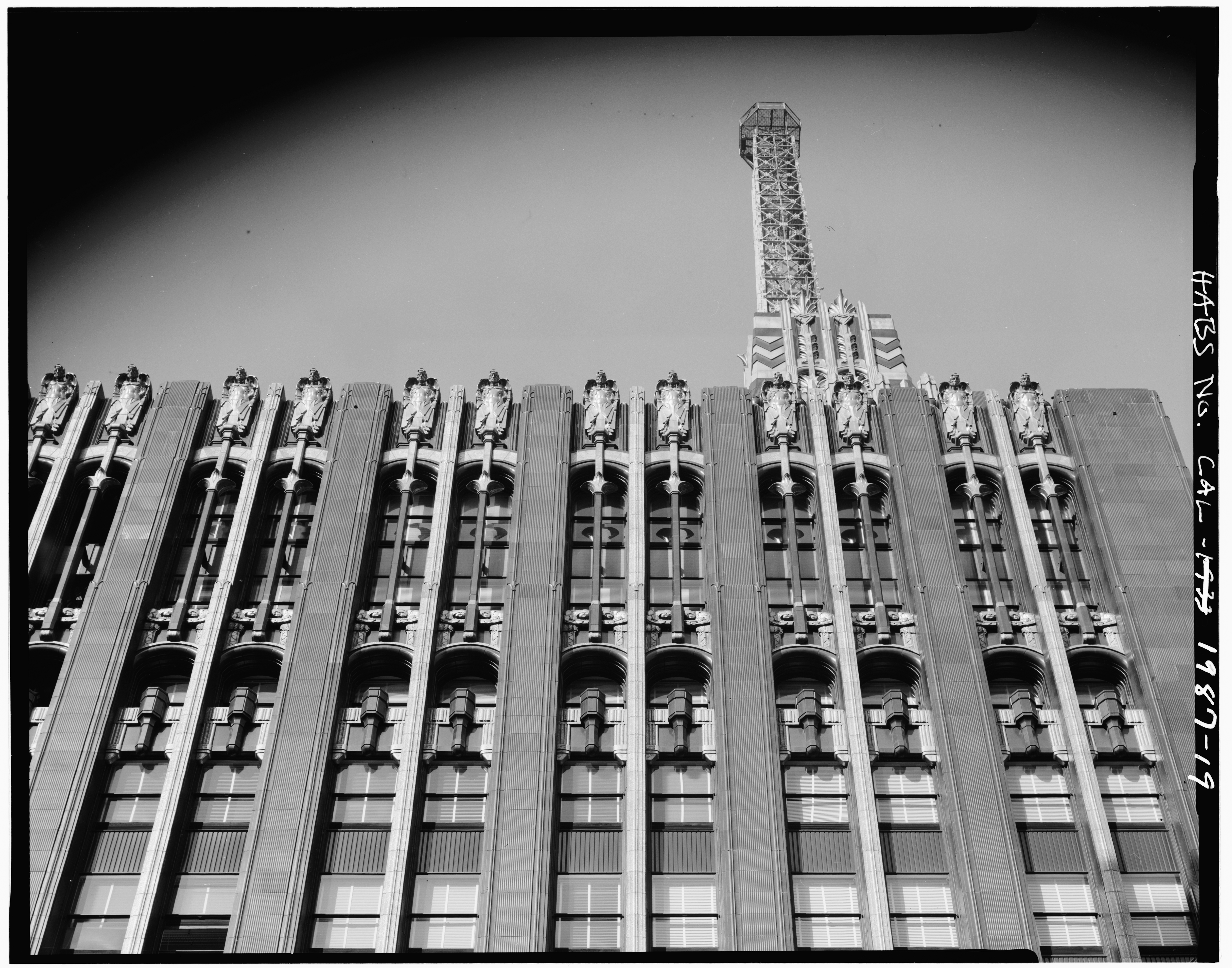
Терракотовые фигуры
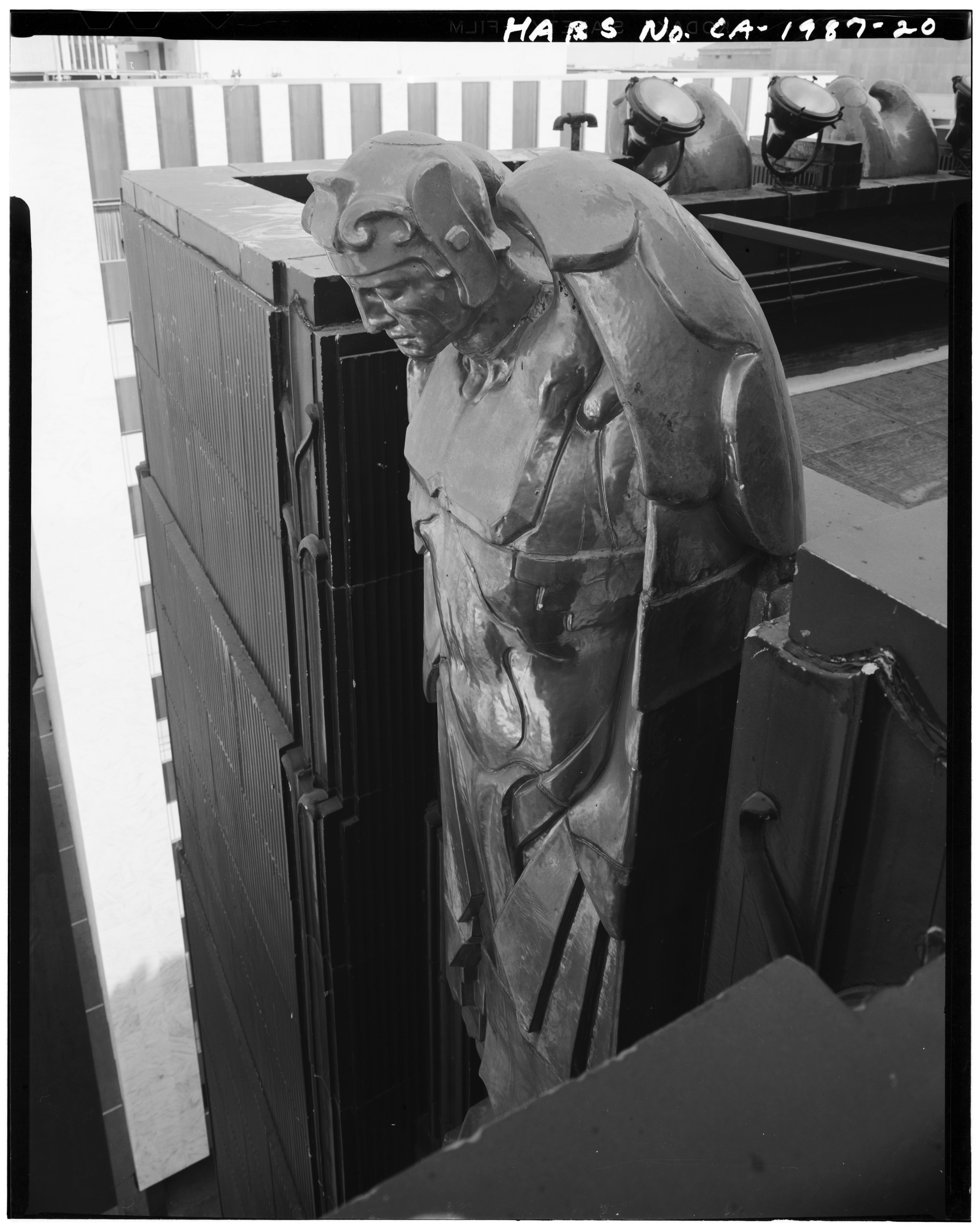
Терракотовый ангел
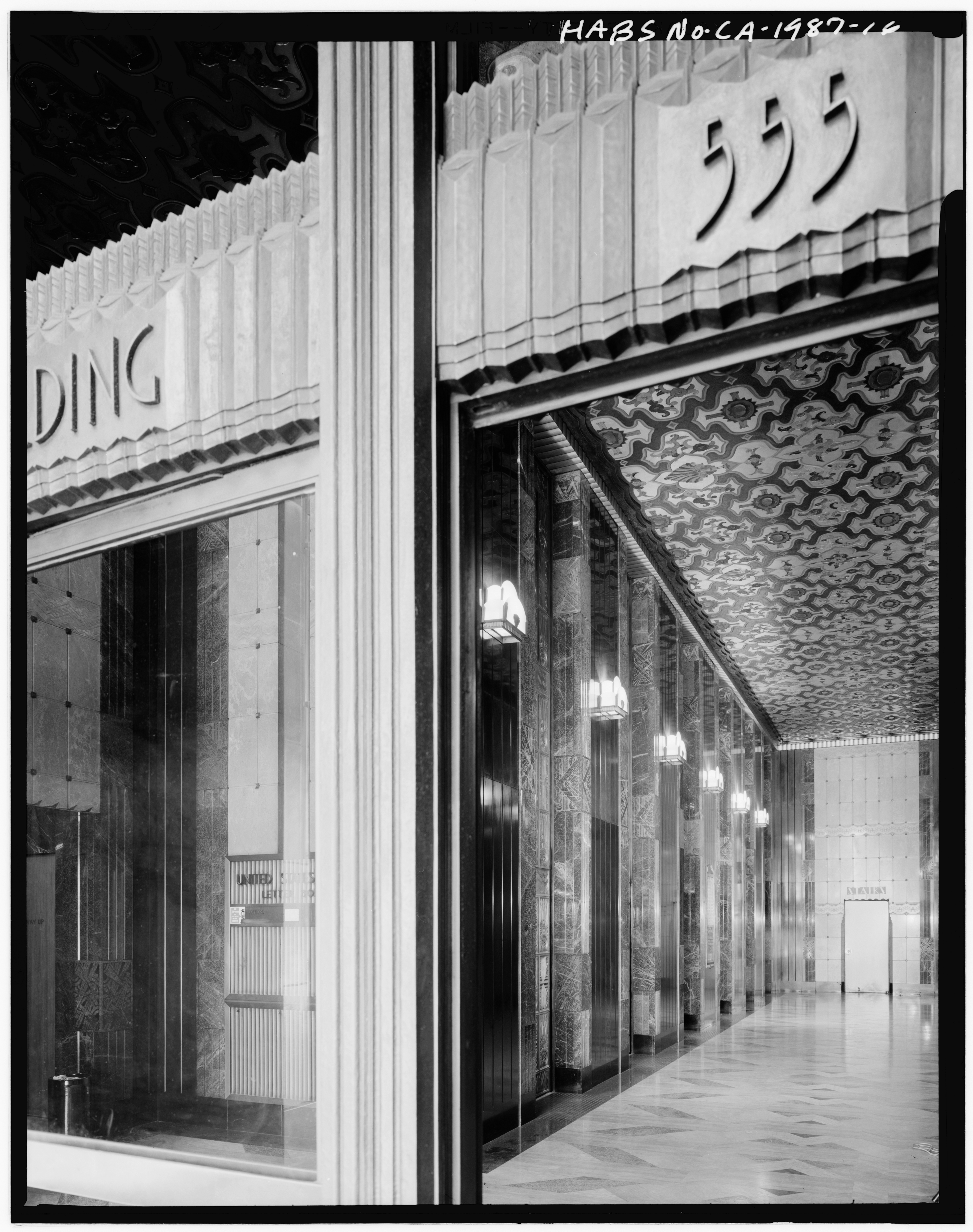
Восточный вход
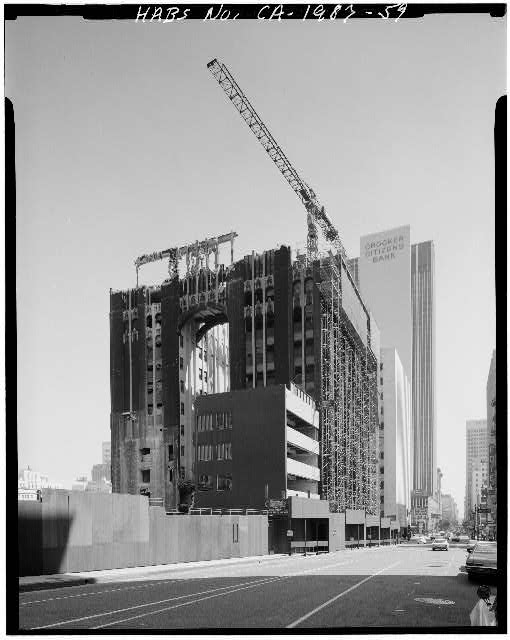
Западная сторона здания во время сноса, апрель 1969 года